# Taviodes congenita
Taviodes congenita är en fjärilsart som beskrevs av George Francis Hampson 1926. Taviodes congenita ingår i släktet Taviodes och familjen nattflyn. Inga underarter finns listade i Catalogue of Life.